# Heligmonevra lavignei
Heligmonevra lavignei är en tvåvingeart som beskrevs av Joseph och Parui 1980. Heligmonevra lavignei ingår i släktet Heligmonevra och familjen rovflugor. Inga underarter finns listade i Catalogue of Life.